# Costituzione del Portogallo del 1911

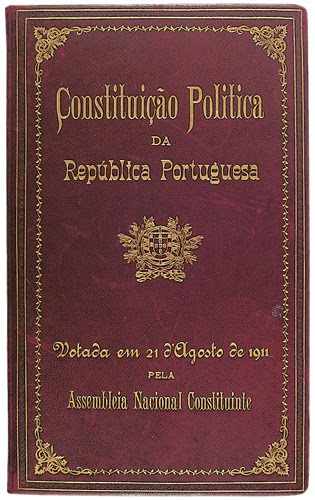

La Costituzione del Portogallo del 1911 (portoghese: Constituição Política da República Portuguesa, "Costituzione politica della Repubblica Portoghese") è stata la quarta costituzione del paese, la prima ad instaurare la Repubblica.
L'11 marzo 1911, il governo provvisorio della Repubblica Portoghese promulgò una nuova legge elettorale, che sostituiva la legge del 1895. Le elezioni all'Assemblea Nazionale Costituente si svolsero il 28 maggio 1911 e vennero eletti 226 membri dell'Assemblea. La maggior parte dei seggi furono assegnati al Partito Repubblicano Portoghese, protagonista della Rivoluzione Repubblicana. L'Assemblea iniziò i lavori il 19 giugno 1911. Fu eletto presidente Anselmo Braamcamp Freire. Durante la sessione inaugurale, l'Assemblea dichiarò la Monarchia abolita e riconobbe tutti gli atti politici del Governo provvisorio, eleggendo successivamente una Commissione con il compito di preparare un progetto di Costituzione.
La Costituzione venne approvata approvata il 21 agosto 1911.

## Caratteristiche del testo costituzionale
La Costituzione della Repubblica portoghese del 1911 era la legge alla base della vita politica della Prima Repubblica. Il testo è composto da appena 87 articoli (è la costituzione più breve della storia costituzionale portoghese), raggruppati all'interno di sette titoli, vale a dire:
- Della forma di Governo e del territorio della Nazione portoghese;
- Dei diritti e garanzie individuali;
- Della Sovranità e dei Poteri dello Stato;
- Delle istituzioni amministrative locali;
- Dell'Amministrazione delle Province d'Oltremare;
- Disposizioni generali;
- Della Revisione Costituzionale.